# Vučipolje (kanton zachodniohercegowiński)
Vučipolje – wieś w Bośni i Hercegowinie, w Federacji Bośni i Hercegowiny, w kantonie zachodniohercegowińskim, w gminie Posušje. W 2013 roku liczyła 10 mieszkańców, z czego większość stanowili Chorwaci.